# Ås (Kommune)
Ås ist eine Kommune in der Region Follo, die in der norwegischen Fylke Akershus liegt.
Das 35 Kilometer südlich von Oslo gelegene Ås grenzt im Norden und Osten an die Gemeinde Nordre Follo, im Süden an Hobøl und Vestby und im Westen an Frogn. Es gibt drei Kirchengemeinden in Ås: Kroer, Ås und Nordby. Knapp über die Hälfte der rund 18.000 Einwohner konzentrieren sich im Zentrum der Kommune, dem Tettsted Ås, in dem 8534 Einwohner leben. Nächstgrößere Siedlungen sind Togrenda mit 2909 Einwohnern und der Åser Teil von Ski mit 1623 Einwohnern.

## Wappen
Das Wappen zeigt drei stehende silberne rautenförmige Steinsymbole – zwei spitze Steine über einem. Das Gemeindewappen wurde von Truls Nygaard entworfen und durch eine königliche Resolution vom 23. Juli 1982 genehmigt. Damit wird ein 7000 Jahre alter archäologischer Fund aus der Steinzeit symbolisiert. Im Jahr 1879 wurden beim Nøstveter Hof (Nøstvet gård) Feuersteinäxte und andere Werkzeuge aus der Jägerkultur gefunden. Die Anzahl der Steine repräsentiert die drei Kirchengemeinden Ås, Nordby und Kroer. Die silberne Farbe symbolisiert den Feuerstein in der Axt.

## Geschichte
Die ersten Besiedlungen gehen auf die ältere Steinzeit vor etwa 9000 Jahren zurück. Ein archäologischer Fund beim Nøstvedter Hof brachte im Jahr 1879 Material aus dieser Zeit hervor und gab den Namen für ein Werkzeug, die Nøstvet-Axt, und eine ganze Kultur, die Nøstvet-Kultur. Seit 1838 haben sich die Gemeindegrenzen mit Ausnahme einer Änderung im Westen bei Frogn im Jahr 1969 kaum verschoben.

## Natur und Klima
Die höchste Erhebung ist der Nøstvetmarka mit 172 Metern. Die Topographie ist durch eine offene wellenförmige Agrarlandschaft gekennzeichnet, die sich mit einigen bewaldeten Höhenrücken abwechselt. In Ås gibt es sonst keine größeren zusammenhängenden Waldgebiete, die größten findet man ganz im Norden an der Grenze zu Oppegård und ganz im Süden an der Grenze zu Vestby. Von der Åser Station zieht sich ein Moränenrücken in Ost-West-Richtung durch die ganze Kommune. Auch nördlich des Gewässers Årungen über Nordby kirke bis Ski stasjon ist die Landschaft von einem Moränenrücken durchzogen. Zu den größten Gewässern in der Gemeinde zählen neben Årungen auch Gjersjøen, Pollevannet und Østensjøvannet.
Das Klima ist durch warme und trockene Sommer sowie verhältnismäßig kalte Winter geprägt. Die durchschnittliche Jahrestemperatur beträgt 5,5 °C. Am kältesten ist es im Januar und Februar mit −4,8 °C, am wärmsten im Juli mit 16,1 °C. Die durchschnittliche Niederschlagsmenge liegt bei 785 Millimetern. Im Oktober werden mit rund 100 mm die höchsten Niederschlagswerte gemessen, im Februar mit 35 mm die niedrigsten.

## Wirtschaft und Verkehr
Die meisten Arbeitsplätze sind mit der Verwaltung, Bildung, Forschung und dem Handel verbunden. Im Gegensatz zu anderen Gemeinden in der Region kann Ås seinen Bedarf an Arbeitskräften selbst abdecken. In der Follo-Region wird sonst in großem Maße zwischen den Kommunen gependelt.

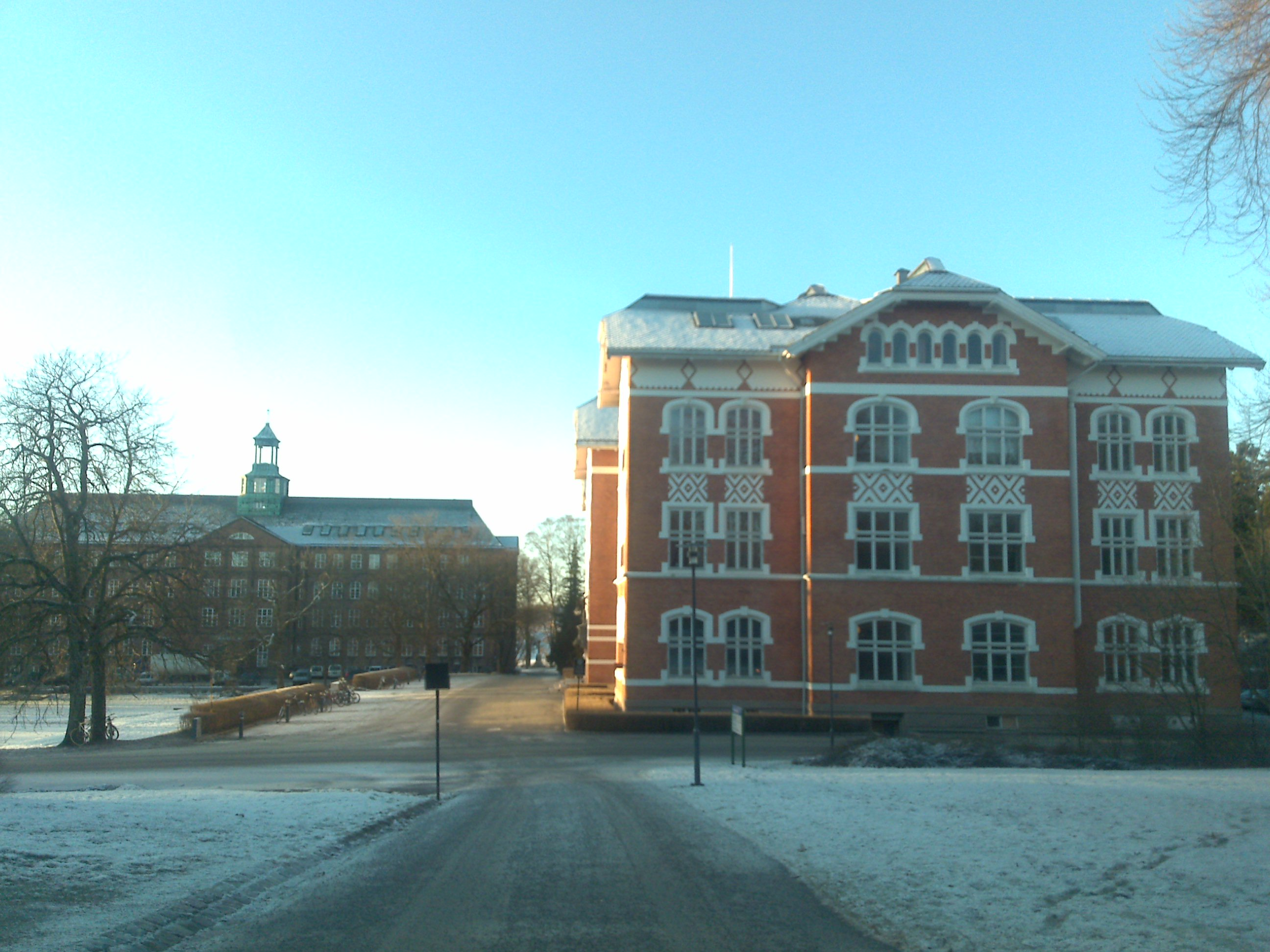
Universität für Umwelt- und Biowissenschaften

Die Gemeinde ist Sitz der Universität für Umwelt- und Biowissenschaften (Norges miljø- og biovitenskapelige universitet, kurz NMBU), an der etwa 2200 Studenten und 800 Angestellte studieren und arbeiten. Zudem gibt es eine Reihe nationaler Forschungsinstitute in der Kommune – wie zum Beispiel Skogforsk, Avaforsk, Matforsk, Jordforsk, Planetforsk und das „Norwegische Institut für Erd- und Waldaufnahmen“ (Norsk Institutt for Jord- og Skogkartlegging). Der Forschungspark Bioparken dient der Entwicklung von Wirtschaftsunternehmen im Bio-Sektor.
Im Norden der Kommune liegt das Vinterbro Senteret, eines der größten Einkaufszentren in Akershus. In Vinterbro liegt auch der Freizeitpark TusenFryd mit über 30 Attraktionen und knapp 500.000 Besuchern jährlich. Der Park ist der größte Arbeitgeber Norwegens für Sommerjobs. 750 Saisonarbeiter und 39 fest Angestellte arbeiten dort. Zusammen mit dem Industriegebiet Vinterbro Næringspark bildet der Norden in der Gegend um Vinterbro einen wirtschaftlichen Schwerpunkt der Gemeinde.
Durch die Kommune führen die Europastraße 6 und 18 und die Eisenbahnlinie Østfoldbanen. Nach Oslo und Moss fahren regelmäßig Regionalzüge. Es gibt Busverbindungen nach Oslo, Ski, Drøbak, Mysen und Stockholm. In 28 Minuten ist die norwegische Hauptstadt mit dem Bus erreicht.

## Partnerstädte
Ås unterhält Städtepartnerschaften mit:
- Ljungby
- Paimio
- Tølløse, heute Teil der Holbæk Kommune

## Bauwerke

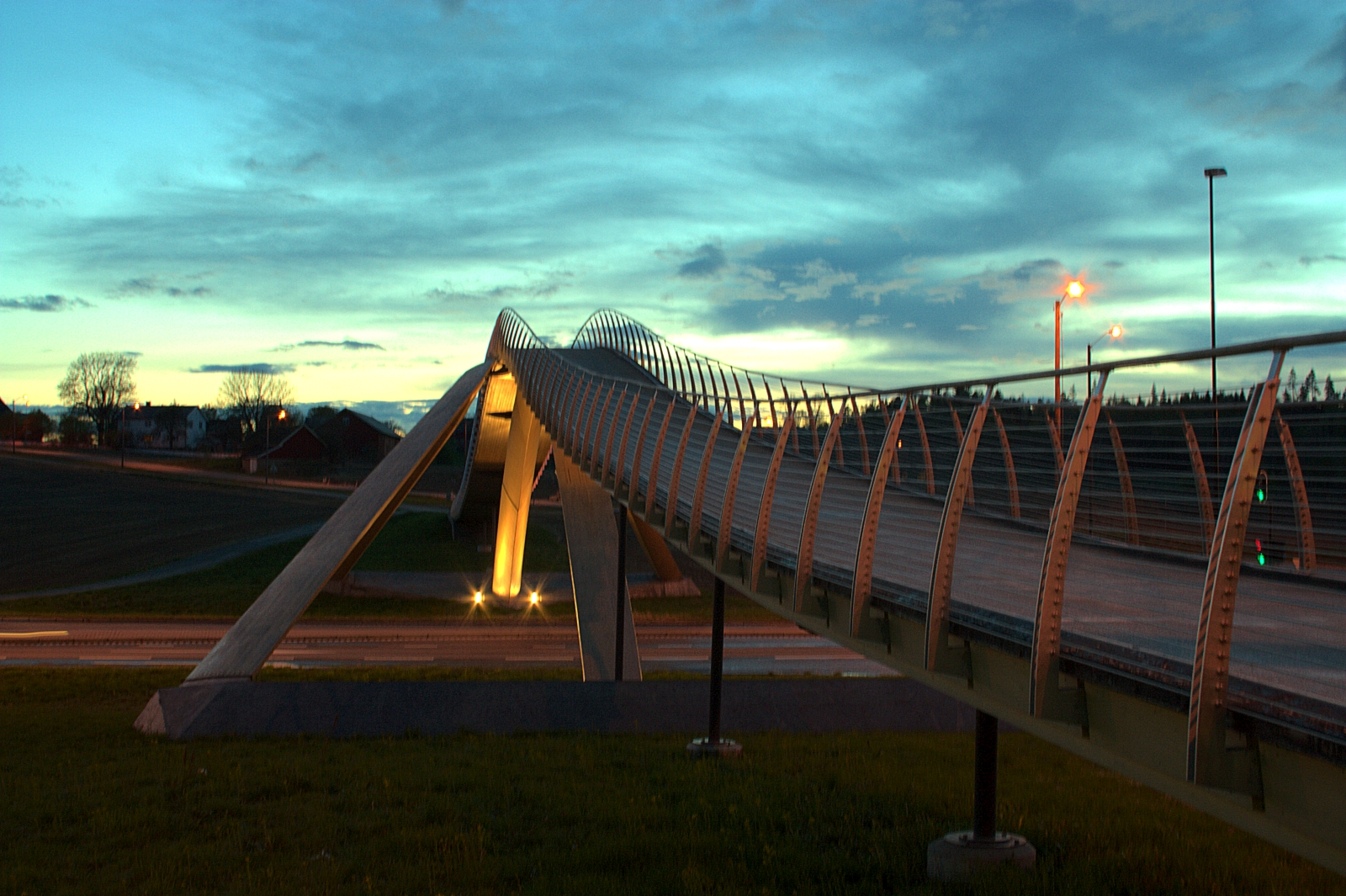
Da Vinci Brücke in Ås

Die Leonardo-da-Vinci-Brücke ist eine moderne Fußgängerbrücke über die E18.
Die Brücke wurde im Jahr 2001 durch eine Initiative des norwegischen Künstlers Vebjørn Sand errichtet, nach Plänen des italienischen Renaissancekünstlers und Erfinders Leonardo da Vinci (1452–1519).
Leonardo da Vinci hatte die Konstruktion im Jahr 1502 dem Sultan Bayezid II. zur Überquerung des Goldenen Horns vorgeschlagen. Die heutige Brücke wurde in einem verkleinerten Maßstab errichtet.